# Torre de Moncorvo
Torre de Moncorvo és un municipi portuguès, situat al districte de Bragança, a la regió del Nord i a la Subregió del Douro. L'any 2001 tenia 9.919 habitants. Es divideix en 17 freguesies. Limita al nord amb Vila Flor, Alfândega da Fé i Mogadouro, al sud-est amb Freixo de Espada à Cinta, al sud-oest amb Vila Nova de Foz Côa i a l'oest amb Carrazeda de Ansiães.

## Història
El municipi va rebre una carta foral de Sanç II el 1225.

## Població
| Població del concelho de Torre de Moncorvo (1801 – 2004) | Població del concelho de Torre de Moncorvo (1801 – 2004) | Població del concelho de Torre de Moncorvo (1801 – 2004) | Població del concelho de Torre de Moncorvo (1801 – 2004) | Població del concelho de Torre de Moncorvo (1801 – 2004) | Població del concelho de Torre de Moncorvo (1801 – 2004) | Població del concelho de Torre de Moncorvo (1801 – 2004) | Població del concelho de Torre de Moncorvo (1801 – 2004) | Població del concelho de Torre de Moncorvo (1801 – 2004) |
| -------------------------------------------------------- | -------------------------------------------------------- | -------------------------------------------------------- | -------------------------------------------------------- | -------------------------------------------------------- | -------------------------------------------------------- | -------------------------------------------------------- | -------------------------------------------------------- | -------------------------------------------------------- |
| 1801                                                     | 1849                                                     | 1900                                                     | 1930                                                     | 1960                                                     | 1981                                                     | 1991                                                     | 2001                                                     | 2004                                                     |
| 6575                                                     | 8496                                                     | 15701                                                    | 16155                                                    | 18741                                                    | 13674                                                    | 10969                                                    | 9919                                                     | 9408                                                     |

## Freguesies
- Açoreira
- Adeganha
- Cabeça Boa
- Cardanha
- Carviçais
- Castedo
- Felgar
- Felgueiras
- Horta da Vilariça
- Larinho
- Lousa
- Maçores
- Mós
- Peredo dos Castelhanos
- Souto da Velha
- Torre de Moncorvo
- Urros